# Nilda Garré
Nilda Garré, argentinska političarka, * 3. november, 1945, Buenos Aires, Argentina.
Garré je trenutna ministrica za obrambo Argentine.